# Karolína Maňasová
Karolína Maňasová (* 26. November 2003 in Nový Jičín) ist eine tschechische Leichtathletin, die sich auf den Sprint spezialisiert hat.

## Sportliche Laufbahn
Erste internationale Erfahrungen sammelte Karolína Maňasová im Jahr 2023, als sie bei der 1. Liga der Team-Europameisterschaft im Rahmen der Europaspiele in Chorzów in 11,44 s den zweiten Platz im B-Lauf über 100 Meter belegte. Zudem wurde sie mit der tschechischen 4-mal-100-Meter-Staffel in 44,29 s Fünfte im B-Lauf. Anschließend schied sie bei den U23-Europameisterschaften in Espoo mit 11,53 s im Halbfinale im 100-Meter-Lauf aus. Im Jahr darauf schied sie bei den Hallenweltmeisterschaften in Glasgow mit 7,27 s in der ersten Runde im 60-Meter-Lauf aus und im Juni schied sie bei den Europameisterschaften in Rom mit 11,17 s im Semifinale über 100 Meter aus. Anschließend nahm sie an den Olympischen Sommerspielen in Paris mit 11,35 s im Halbfinale über 100 Meter aus. 2025 verbesserte sie bei den Halleneuropameisterschaften in Apeldoorn den Landesrekord über 60 Meter auf 7,10 s und belegte dann im Finale in 7,14 s den achten Platz. Im Juli siegte sie in 11,30 s über 100 Meter bei den U23-Europameisterschaften in Bergen.
2024 wurde Maňasová tschechische Meisterin im 100-Meter-Lauf sowie von 2023 bis 2025 Hallenmeisterin über 60 Meter.

## Persönliche Bestleistungen
- 100 Meter: 11,11 s (+1,5 m/s), 2. August 2024 in Paris
  - 60 Meter (Halle): 7,10 s, 9. März 2025 in Apeldoorn (tschechischer Rekord)